# Brand New Day
Brand New Day é o sexto álbum de estúdio do cantor Sting, lançado a 28 de Setembro de 1999.
O disco ganhou dois Grammy Award, um na categoria "Best Male Pop Vocal Performance" com a música "Brand New Day" e outro na categoria "Best Pop Vocal Album".
| Críticas profissionais                                                      | Críticas profissionais |
| Avaliações da crítica                                                       | Avaliações da crítica  |
| Fonte                                                                       | Avaliação              |
| --------------------------------------------------------------------------- | ---------------------- |
| allmusic                                                                    | [ 3 ]                  |
| Rolling Stone                                                               | [ 4 ]                  |
| Esta tabela precisa de ser acompanhada por texto em prosa. Consulte o guia. |                        |

## Faixas
Todas as faixas por Sting, exceto onde anotado.
1. "A Thousand Years" (Kipper, Sting) – 5:57
2. "Desert Rose" (com Cheb Mami) – 4:45
3. "Big Lie, Small World" (com David Hartley) – 5:05
4. "After the Rain Has Fallen" – 5:03
5. "Perfect Love... Gone Wrong" (com Sté) – 5:24
6. "Tomorrow We’ll See" – 4:47
7. "Prelude to the End of the Game" – 0:20
8. "Fill Her Up" (com James Taylor) – 5:38
9. "Ghost Story" – 5:29
10. "Brand New Day" – 6:19

## Paradas
| Parada (1993)                  | Posições |
| ------------------------------ | -------- |
| Estados Unidos - Billboard 200 | 9        |
| Canadá - Top Canadian Albums   | 19       |
| Top Internet Albums            | 3        |